# Neon rayi
Neon rayi är en spindelart som först beskrevs av Simon 1875.  Neon rayi ingår i släktet Neon och familjen hoppspindlar. Inga underarter finns listade i Catalogue of Life.